# Hans Rudolf Oehlhey
|  | Dieser Artikel wurde aufgrund von formalen oder inhaltlichen Mängeln in der Qualitätssicherung Biologie zur Verbesserung eingetragen. Dies geschieht, um die Qualität der Biologie-Artikel auf ein akzeptables Niveau zu bringen. Bitte hilf mit, diesen Artikel zu verbessern! Artikel, die nicht signifikant verbessert werden, können gegebenenfalls gelöscht werden. Lies dazu auch die näheren Informationen in den Mindestanforderungen an Biologie-Artikel. |

Hans Rudolf Oehlhey (* 6. Oktober 1902 in Gera; † 27. Dezember 1952 in Jena) war ein deutscher Zahnarzt, Pflanzengeograph und Vertreter des Monismus.
Oehlhey promovierte zum Dr. med. dent. und habilitierte. Nach dem Zweiten Weltkrieg verfasste er Artikel für die kulturpolitische Monatsschrift Aufbau. Er wirkte als Pflanzengeograph an der Nationaluniversität von Trujillo und leitete ein Museum. Er veröffentlichte auf Spanisch und Deutsch.